# António Manuel da Fonseca

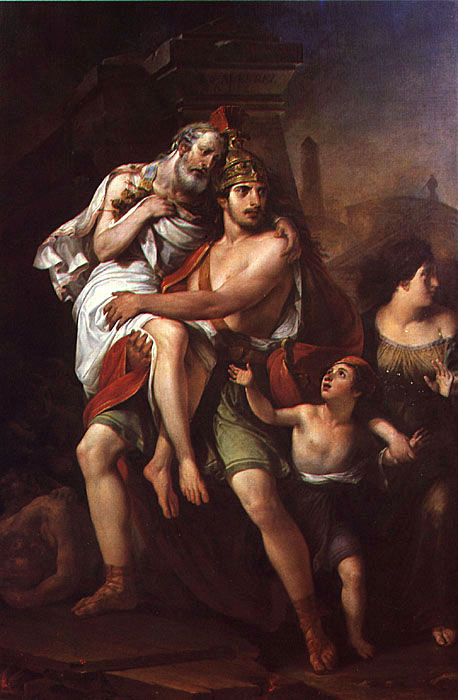
Aeneas își salvează tatăl Anchises (1855)

António Manuel da Fonseca (n. 1796, Lisabona, Portugalia – d. 1890, Lisabona, Portugalia) a fost un pictor, ilustrator și designer de teatru portughez; cunoscut mai ales pentru scenele sale mitologice și istorice.

## Biografie
Primele sale studii au fost realizate cu tatăl său,  João Tomás da Fonseca, care era pictor și sculptor. A lucrat apoi la „Aula de Desenho e de Figura e História”, fondată de Joaquim Manuel da Rocha (1727-1786).
Prima sa lucrare cunoscută este un panou care îi înfățișează pe regele João al VI-lea și pe Carlota Joaquina, executat în 1820 la „Palácio das Laranjeiras” pentru Joaquim Pedro Quintela, primul conte de Farrobo și soția sa. Doi ani mai târziu, a realizat o serie mare de fresce la Palácio de Quintela; în mare parte scene din războaiele romano-sabine, peisaje care prezintă Roma și împrejurimile sale și diverse teme din mitologia greacă. În 1878, când avea peste 80 de ani, s-a întors pentru a realiza lucrări de restaurare.
În 1825, a pictat cortinele pentru Teatro Nacional de São Carlos, urmată de un portret al regelui Pedro al IV-lea. Sprijinit de rege și de contele Quintela, a putut merge la Roma, unde a realizat copii ale Vechilor Maeștri și și-a desăvârșit pregătirea artistică cu Vincenzo Camuccini⁠(d) și Andrea Pozzi⁠(d). A petrecut, de asemenea, o perioadă de timp la Londra și Paris și, când s-a întors în 1836, a fost numit profesor de pictură de istorie la „Academia de Belas-Artes” (acum parte a Universității din Lisabona).
În 1838, a proiectat costume pentru o piesă a lui Almeida Garrett și a realizat decoruri pentru opera Robert le diable⁠(d) de Giacomo Meyerbeer. Împreună cu litograful Maurício José Sendim (1786-1870), a realizat ilustrații pentru Quadros históricos de António Feliciano de Castilho.
A continuat să expună frecvent, culminând în 1880 la o expoziție majoră în „Palácio de Cristal” din Porto. De asemenea, a fost maestru de desen pentru viitorul rege Carlos și al fratelui său Afonso. Printre numeroasele sale onoruri se numără titlul de Cavaler în Ordinul lui Hristos și Ordinul Imaculatei Concepții din Vila Viçosa, precum și calitatea de membru corespondent al Institut de France.